# Šokci
Die Šokci (serbisch-kyrillisch Шокци, ungarisch Sokácok, deutsch Schokatzen oder Schoktzen) sind eine südslawische Bevölkerungsgruppe, die in Kroatien, Rumänien, Serbien und Ungarn beheimatet ist. Die Mitglieder dieser Bevölkerungsgruppe sind überwiegend römisch-katholischer Konfession und sprechen einen Dialekt der serbokroatischen Sprache mit ikavischem wie auch ekavischem Einschlag.

## Siedlungsgebiet und Demographie
Das Siedlungsgebiet der Šokci umfasst die historischen Regionen Slawonien, das ehemalige Komitat Baranya, die Batschka, das Banat und Syrmien. Sie leben vorwiegend in verschiedenen Siedlungen entlang der unteren Save und mittleren Donau.
Der Volkszählung von 1840 zufolge zählte die Bevölkerung Kroatiens und Slawoniens 1.605.730 Einwohner, von denen sich 777.880 (48 %) als Kroaten, 504.179 (32 %) als Serben, und 297.747 (19 %) als Šokci deklarierten. Die Šokci waren auf die Komitate von Požega, Virovitica und Syrmien und die Slawonische Militärgrenze konzentriert. In der zweiten Hälfte des 19. Jahrhunderts wurden sie jedoch aufgefordert sich als Kroaten zu bezeichnen, so dass die Bezeichnung ständig abnahm. Ende des 19. Jahrhunderts soll es in der Batschka und Baranya noch 52.000 Šokci gegeben haben. Laut Volkszählung von 1910 gab es in der Batschka noch 68.725 Bunjewatzen und Šokci, sowie 13.012 Šokci in der Baranya. 2011 bezeichneten sich in der Vojvodina nur noch einige hundert Personen als Šokci, während sie in den Volkszählungen in Kroatien nicht mehr auftauchen.

### Kroatien
Ein Teil der von Katholiken besiedelte Gebiet Slawoniens, insbesondere das Tiefland der Posavina zur Save hin, wurde einst als Šokadija („Land der Šokci“) bezeichnet. Dieser Begriff erlangte insbesondere gegen Ende des 19. Jahrhunderts Bekanntheit. Frühere Erwähnungen dieser Bezeichnung gab es bereits 1633, so in der Nähe von Našice, im 18. Jahrhundert, nahe Đakovo, und durch den Schriftsteller Antun Kanižlić 1757. Die Šokadija war jahrhundertelang das Grenzgebiet zum Osmanischen Reich.
Bei österreichisch-ungarischen Volkszählungen im 19. Jahrhundert bekannte sich ein bedeutend größerer Anteil in den Siedlungsgebieten dieser Bevölkerungsgruppe als Šokci. Bei Volkszählungen in Kroatien werden von diesen meist keinerlei Angaben über die Zugehörigkeit zu einer regionalen ethnischen Minderheit gemacht, da sie dort nicht als eigenständige ethnische Gruppe anerkannt, sondern als Kroaten eingeordnet werden. In Serbien werden die Šokci als eigenständige ethnische Gruppe anerkannt.

### Serbien
Im 19. Jahrhundert betrug die Zahl der Šokci in Serbien etwas mehr als 20.000. Der Volkszählung von 1991 zufolge bekannten sich in der damaligen Bundesrepublik Jugoslawien lediglich 1.922 Personen als Šokci. Ortschaften mit bedeutendem Anteil an Šokci in der Batschka sind Sonta, Bački Breg und Bački Monoštor.

### Ungarn
Die meisten ungarischen Šokci leben im heutigen Komitat Baranya, insbesondere in der Stadt Mohács.

## Namensherkunft

### Unterschiedliche Interpretationen
Über die genaue Herkunft des Namens Šokci herrscht Unklarheit. Matija Petar Katančić erstellte Ende des 18. Jahrhunderts die These, dass der Ursprung des Wortes in der Sprache der Ureinwohner des alten Pannoniens zu finden ist. Andere Wissenschaftler wiederum vermuten den Ursprung in anderen Sprachen. Einige vertreten die Meinung, dass die alte Form der Bezeichnung bis zum heutigen Tage erhalten blieb, andere wiederum sind der Ansicht, dass es erst zu Zeiten der osmanischen Eroberungen zur Entstehung dieser Bezeichnung kam, als Christen dazu gezwungen wurden, zum Islam überzugehen.
Diese und ähnliche Deutungen wurden jedoch mit der Zeit verworfen, sei dies angesichts klarerer Interpretationen vorhandener Dokumente oder neu-aufgefundenen Beweisen. Ein Spezifikum ist außerdem, dass der Hauptexponent der slawonischen Bildungsschreiber (in didaktisch-moralisierender Hinsicht) Matija Antun Reljković diesen Ausdruck überhaupt nicht verwendete. Die Verwendung des Ausdrucks Šokci kann unmittelbar mit dem Wirken des Schriftstellers Josip Kozarac in Zusammenhang gebracht werden. Seine Linie wird oft unter dem Syntagma „šokačka književnost“ (Šokci-Literatur) zusammengefasst, was ein Spezifikum im slawonischen Teil der kroatischen Literatur ausmacht.

### Illyrische Theorie über die Šokci
Die ersten wissenschaftlichen Thesen zu den Šokci stammen von Matija Petar Katančić, einem Autor zahlreicher ethnolinguistischer Debatten. Katančić ging von der Annahme aus, dass die Kroaten direkte Nachfolger der Illyrer sind. Er bezog sich in seinen Thesen daher auf eine illyrisch-pannonische Herkunft der Šokci. Er brachte den Namen in Zusammenhang mit dem Berg Succus, der in weit-zurückliegender Vergangenheit die Thraker von den Illyrern trennte. Einst nannte man die Illyrer Succi, woraufhin die Bezeichnung Sukci und in späterer Folge Šokci entstanden sein soll.
Auch Ferdo Filipović, ein Schriftsteller aus dem 19. Jahrhundert, schrieb über das antike Geschlecht der Sukci. Wohl unter dem Einfluss Katančićs „illyrischer Theorie“ erwähnt dieser in Prasjedioci Slavonije (1866), dass die Sukci, als sie sahen, wie ihre Mitbrüder Besi (oder Bjesi, die in Bosnien beheimatet waren) wegzogen, ihnen nachgingen. Er erwähnt ebenfalls, dass sich diese im Syrmien, im Banat und in der Batschka ansiedelten und dort bis zum heutigen Tage lebten. Das Wort Šokci erinnere noch immer an diese.
Noch vor Filipović veröffentlichte der bosnische Franziskaner Ivan Franjo Jukić das Buch Zemljopis i poviestnicu Bosne (1851, deutsch: Geographie und Geschichte Bosniens). Er schreibt darin, dass die Šokci seiner Ansicht nach aus Bulgarien gekommen sein sollen, als sich die Bogomilen in Bosnien begannen auszubreiten. Er widerlegt dabei Katančićs These nicht und erklärt, dass die weit zurückliegenden Ursprünge der Šokci durch das Aussterben des alten Volksstammes der Illyrer zu erklären sind.
Angesichts heutiger Erkenntnisse und widerlegter Thesen über die Abstammung der Kroaten von den Illyrern sind diese Thesen jedoch abzulehnen. Mittels dieser Thesen lässt sich ebenso wenig feststellen, ob die Šokci ein eigenständiges ethnisches Gebilde unter den Kroaten ausgemacht haben. Die Šokci wurden erst recht spät und in einem geographisch recht begrenztem Raum ausgemacht, als sie sich unter ungarischer bzw. türkischer Herrschaft befanden. Gerade türkische und ungarische Komponenten erwiesen sich als stark präsent in Zusammenhang mit dieser komplexen Thematik. Die Entstehung der Bezeichnung – was einzig erwiesen ist – ist nämlich nicht an das Gebiet Slawoniens gebunden, sondern an das Gebiet des mittelalterlichen Bosnien. Es ist nahezu unbestreitbar, dass sich die Šokci, aus Bosnien kommend, im heutigen Slawonien und anderen Gebieten ansiedelten.

### Zweifel über die Bezeichnung
Ungeachtet gerechtfertigter Zweifel über die Richtigkeit von Theorien über die fremde Herkunft des Namens Šokci, können auch Erklärungen die auf kroatischer lexischer Grundlage beruhen, nicht ohne Einsprüche unterstützt werden.
Dies gilt auch für Katančićs zweite Erklärungsvariante des Namens Šokac. Er verband, angesichts der offenbaren etymologischen Analogie, das Wort Šokac mit der serbokroatischen Bezeichnung sok, was im Deutschen Saft bedeutet. Dabei dachte er an Pflaumensaft. (Die Šokci stellten damals Sliwowitz her.) Ljudevit Jonke stellte jedoch keinerlei etymologischen Zusammenhang fest.
In der volkstümlichen Überlieferung ist der folgende Ausspruch bekannt: šaka – šakac – šokac (šaka steht im Deutschen für Faust). Die Behauptung, dass der Name der Šokci davon rührt, dass sie sich mit der Faust bekreuzigen wurde auch durch einige Ausgaben forciert, die für die breitere Bevölkerung Slawoniens gedruckt wurden (beispielsweise in Kalendar slavonski, deut. Slawonischer Kalender, der in der ersten Hälfte des 19. Jahrhunderts in Osijek herausgegeben wird.) Derartige Deutungsversuche sind lediglich als volkstümliche Kuriositäten anzusehen.

### Ungarische Variante
Vor mehr als eineinhalb Jahrhunderten wird in einer Darstellung Slawoniens in der deutschen Sprache die Bezeichnung Šokac auf ungarischer lexischer Ebene erklärt. Die Deutung lautet in etwa: "Nach dem Falle Bosniens flohen viele in ungarischen Booten nach Ungarn, und als diese überfüllt waren, pflegte der Ungar aus Angst darüber, dass diese untergehen könnten, zu rufen: sok az - das reicht, nicht mehr".
Der Historiker Josip Bösendorfer aus Osijek nahm sich als erster in jüngerer Geschichte dieser Problematik an. Sein eher informativer als analytischer Text Odakle ime Šokac? (veröffentlicht in Osječki zbornik, 1948) stellt fest: Aus geschichtlichen Überlieferungen wissen wir, dass Béla IV. im mittelalterlichen Bosnien, südlich der Save eine Grenzregion des Salzes (lateinisch: Salines, serbokroatisch: Oblast Soli) gegründet hatte, die sich von der Drina bis zur Bosna (Fluss) erstreckte. Sie wurde unter Matthias Corvinus zur Banschaft (serbokroatisch: banovina) erkoren. Diese Gegend war von Katholiken besiedelt. Die Ungarn nannten diese Banschaft bánság, banovina Soli. Den Salzberg selbst nannten sie só-kút (deutsch wortwörtlich: Salzquelle, sprich schoh-kuht).
Also die dortigen Bevölkerung der türkischen Invasion gen Norden flohen, wurden diese Flüchtlinge von den Magyaren nach der Region benannt, aus der sie stammten – sóiember, Menschen aus der Salzgegend. Die Bewohner wiederum identifizierten den Ort Šokut (só-kút) mit der Gegend von Šo (só) und bezeichneten demzufolge einen Flüchtling aus dieser Gegend als Šokutac, woraus sich der kürzere Name Šokac bildete.
Professor Dionizije Švagelj bezieht sich in seiner Schrift Etnik Šokac (Revija, Nr. 6, Osijek, 1964), unter anderem, auf den deutschen Etymologen Friedrich Kluge und findet dessen Interpretation der deutschen Mengenangabe Schock interessant. Das Wort Schock würde laut Švagelj darauf hindeuten, dass die Šokci ihre Benennung von einer Gruppe von 60 Soldaten erhielten. Dies entsprach einer Wachgruppe an der Save zu Zeiten der Slawonischen Militärgrenze.
Angesichts bevorzugter Interpretationsversuche mittels der ungarischen Variante (die auf den Worten sok az beruht) kann gefolgert werden, dass jeglicher Zusammenhang der Bezeichnung Šokci mit einem türkischen Schimpfwort (Šišićeva sintagma) falsch ist. Ebenso ist die Ableitung des Wortes Vlah von einem beleidigenden Ausdruck falsch. Šokac, Vlah, und ebenso Šijak (für die Bewohner der Gegend von Požega), sind keinesfalls Bezeichnungen, welche zur Beleidigung der Anhänger gewisser ethnischer Gruppen dienen.

## Geschichte

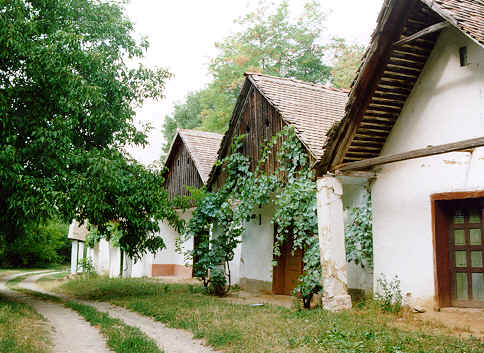
Typische Häuser der Šokci in Draž, Kroatien

Zur Herkunft der Šokci gibt es verschiedene Theorien, jedoch keine gesicherten Erkenntnisse. Gemäß Holm Sundhaussen wird zumeist angenommen, dass die Šokci gegen Ende des 17. Jahrhunderts aus der damals zum osmanischen Reich gehörenden Region Bosnien über die Save auf habsburgerisches Territorium geflohen sind. Das älteste Dokument, in dem die Bevölkerung der Šokci erwähnt wird, ist ein Steuerregister (türkisch: defter) aus dem Jahre 1615. Der Ferman ist gemäß dem islamischen Kalender auf Safer 9, 1024 datiert und wurde von Sultan Ahmed I. verordnet. In diesem bezieht sich der Sultan auf eine Bevölkerungsgruppe "lateinischen Glaubens", deren Religion sich von jener der Serben, Griechen und Vlachen unterscheiden soll.
Die Šokci werden auch in Dokumenten der römisch-katholischen Kirche aufgeführt. Ein Dokument von 1635 erwähnt deren Forderung, Bruder Jeronim Lučić zum Bischof von Bosnien und Slawonien zu ernennen. Es existiert ebenfalls eine Erwähnung aus der Zeit, als Prinz Eugen von Savoyen bis nach Sarajevo vordrang, das tief im Osmanischen Reich lag (1697). In der Bezirksverwaltungsliste von Đakovo aus dem Jahre 1702 wurde die Bevölkerungsgruppe der Šokci in Slawonien erstmals offiziell erwähnt.
Über die eigentlichen Ursprünge der Šokci herrscht bis heute Unklarheit. Man vermutet, dass es sich um Nachfahren der slawischen Stämme handelt, die während der Völkerwanderung nach Slawonien kamen. Es ist aber auch sehr wahrscheinlich, dass nicht alle von diesen abstammen, sondern Anhänger anderer Volksgruppen sind, die einige Jahrhunderte vor den Türkenkriegen aus dem Süden (Bosnien) hierher wanderten. Es gibt einige Anzeichen dafür, dass eine solche Wanderung Mitte des 13. Jahrhunderts stattfand.
Ungeachtet der Migrationsfrage werden die Šokci als Abkommen vor-ottomanischer, einheimischer, Siedler Slawoniens und der Vojvodina erachtet. Die Mehrheit der heutigen Bevölkerung dieser Gegenden besteht aus Nachfahren späterer Einwanderer. Die späteren Türkeninvasionen führten zudem dazu, dass ein großer Teil der christlichen Bevölkerung Bosniens, der Herzegowina und anderer Nachbarregionen entweder dazu aufgefordert wurde zum muslimischen Glauben zu konvertieren oder umzusiedeln. Es kam daher wiederum zu Migrationsströmen aus den südlichen Teilen des heutigen Bosnien nach Norden.

## Religion und Sprache
Die Šokci sind überwiegend römisch-katholischer Konfession. Sie sprechen einen Dialekt der serbokroatischen Sprache mit ikavischem wie auch ekavischem Einschlag. In Slawonien sprechen sie einen slawonischen, štokavischen Unterdialekt, der beinahe ausschließlich von Šokci gesprochen wird und mit dem Dialekt der Bunjewatzen eng verwandt sein soll. Der slawonische Dialekt besteht aus einer gemischt ikavisch-ekavischen Aussprache. Ikavisch wird vorwiegend in den Regionen Posavina, Baranja, Batschka und in der slawonischen Dialekt-Enklave Derventa gesprochen. Die ekavische Aussprache überwiegt bei den Šokci in der Podravina. Es gibt auch Sprachinseln des jeweils anderen Dialekts in den Siedlungsgebieten der Šokci. Gemischt ekavisch-ikavische Aussprachevarianten kommen ebenfalls vor. In einigen Dörfern in Ungarn wurde der urslawische Jat-Laut bewahrt.

## Traditionen

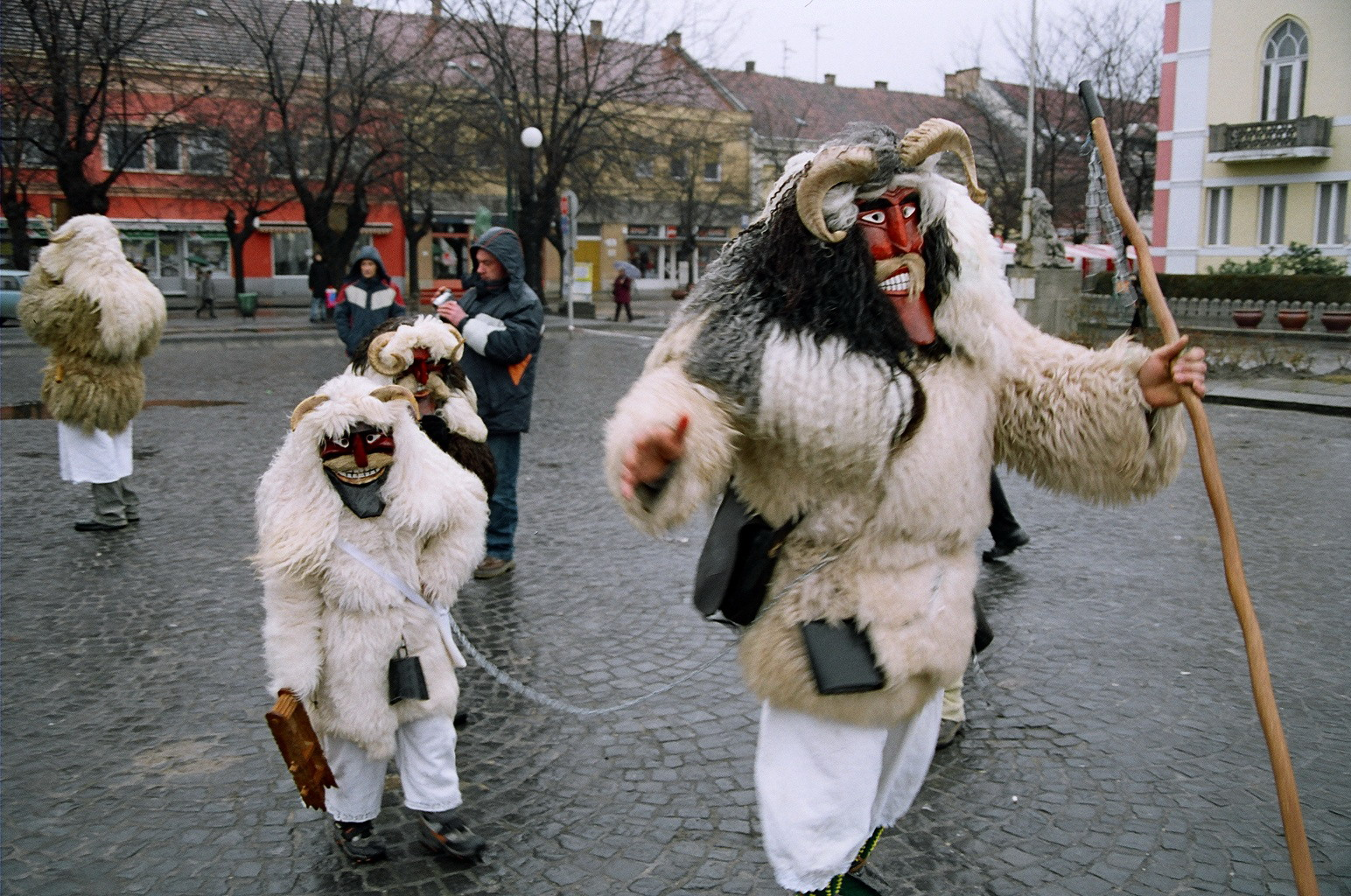
Šokci in traditionellen Tiermasken bei der Busójárás genannten und dem bulgarischen Kukeri entsprechenden Feier zum Winterende, die in Mohács, Südungarn, veranstaltet wird.

Da die Šokci in der fruchtbaren pannonischen Ebene beheimatet sind, haben sie sich diesem Gebiet angepasst und zu Landwirten entwickelt. Als wichtigste Anbausorte gilt Mais.
Die Struktur der Dörfer ist wie folgt: Entlang einer Hauptstraße (šor) reihen sich die Wohnhäuser mit Wirtschaftshäusern. Hinter dem Wohnhaus befindet sich ein großer Hof, der eigentlich stets mit einem Brunnen mit Rad ausgestattet ist. Auf beiden Seiten der Hauptstraße sind Kanäle ausgehoben, zu den Häusern kommt man nur über einen Damm, der direkt zum Haus führt.
Die Geflügel- und Schweinezucht gehört ebenso zu den typischen Beschäftigungen der Šokci. Insbesondere die Schweinezucht gilt als bedeutend, da diese ein Hauptnahrungsmittel darstellen. Die Šokci erzeugen Spezialitäten aus Schweinefleisch, wie Schinken, Kulen und Speck. Ebenso ist die Pflaume eine typische Pflanze, die von den Šokci gepflanzt und verwertet wird. Hierbei ist insbesondere die Produktion des Sliwowitz zu erwähnen.
Die Šokci pflegen ihre Traditionen in vielen Folklore-Vereinen. Die Langhalslaute tamburica ist in den Folkloregruppen das wichtigste Instrument. In früheren Tagen wurde auch die Sackpfeife gajde zur Begleitung von Liedern und Tänzen verwendet. Ein berühmtes, jährlich stattfindendes Festival nennt sich Šokačko sijelo.
Die traditionelle Tracht der Šokci (rubina) besteht aus weißen Leinen mit Stickereien als Verzierung. Frauen tragen die vollständige Tracht meist nur im Sommer und ersetzen diese im Winter durch einen Wollrock. Eine hochgeschätzte Dekoration der Tracht der Šokci sind Goldmünzen, die als Dukaten (Plural: dukati) bekannt sind. Diese sind höchstwahrscheinlich auf Originaldukaten zurückzuführen. Ein reiches Mädchen würde bei den Šokci viele Dukaten an der Vorderseite der Tracht eingewebt tragen, nicht als Verzierung, sondern als klares Zeichen dafür, dass sie aus einer wohlhabenden Familie stammt.
Das Leben der Šokci in Kroatien wurde literarisch in den Erzählungen der Schriftstellerin Mara Švel-Gamiršek beschrieben.

## Kulturelle Ereignisse
- Mikini dani (Festival zu Ehren des Violinisten Mika Ivošev Kuzma in Bački Breg)
- Šokačka rič (Kulturfestival zur Sprach- und Brauchtumspflege)
- Šokačko veče (Folklorefestival in Sonta)
- Šokačko sijelo (Tamburica- und Folklorefestival in Županja)
- Tragovi Šokadije (Auf den Spuren der Šokadija)[3]

## Bekannte Šokci
- Josip Jelačić (1801–1859), kroatischer Ban und General[4]
- Josip Šokčević (1811–1896), kroatischer Ban[4]
- Josip Kozarac (1858–1906), kroatischer Schriftsteller[5][6]
- Ivan Kozarac (1885–1910), kroatischer Schriftsteller[6]
- Iso Velikanović (1869–1940), kroatischer Schriftsteller
- Mara Švel-Gamiršek (1900–1975), kroatische Schriftstellerin[7]
- Josip Lovretić (1865–1948), Gründer der kroatischen Ethnographie[8]
- Matija Antun Relković (1732–1798), kroatischer Schriftsteller[9]
- Jagoda Truhelka (1864–1957), kroatische Schriftstellerin[7]
- Ivana Brlić-Mažuranić (1874–1938), kroatische Schriftstellerin[7]
- Julijana Matanović (1959), kroatische Schriftstellerin[7]
- Lana Derkač (1969), kroatische Schriftstellerin[7]
- Marija Tomašić-Im, kroatische Schriftstellerin[7]
- Marija Tucaković-Grgić, kroatische Schriftstellerin[7]
- Vlasta Markasović, kroatische Schriftstellerin[7]
- Marijana Radmilović (1971), kroatische Schriftstellerin[7]

## Trivia
Die Hymne der Šokci ist das Lied „Šokadija“. Die Autorin ist Božana Vidaković.